# Distrito de Khammam
Khammam (en telugú; ఖమ్మం జిల్లా, urdu; کھمم ضلع ) es un distrito de India en el estado de Telangana. Código ISO: IN.AP.KH.
Comprende una superficie de 16 029 km².
El centro administrativo es la ciudad de Khammam. Dentro del distrito se encuentra la localidad de Khanapuram Haveli.

## Demografía
Según censo 2011 contaba con una población total de 2 798 214 habitantes.